# Тауфкірхен (Мюнхен)
Тауфкірхен (нім. Taufkirchen) — громада в Німеччині, розташована в землі Баварія. Підпорядковується адміністративному округу Верхня Баварія. Входить до складу району Мюнхен.
Площа — 22,02 км2. Населення становить 17 954 ос. (станом на 31 грудня 2020).